# Фриденскрейцер
Фриденскрейцер (нем. Friedenskreuzer) — название серии памятных монет номиналом в 1 крейцер и жетонов отчеканенных в великом герцогстве Баден в честь Франкфуртского мирного договора. Событие привело к завершению франко-прусской войны 1870—1871 годов и созданию Германской империи.
Выделяют 2 официальных типа фриденскрейцера. На аверсе одного из них внизу под гербом размещена надпись «SCHEIDE-MÜNZE» (рус. Разменная монета), другого — «1 KREUZER». Реверс содержит в центре восьмиконечную звезду с отходящими от неё лучами и надпись «FRIEDENS-/FEIER/1871», в также круговую надпись «ZU DES DEUTCHEN REICHES», что означает рус. На празднование Германской империей мира 1871.
Кроме официально выпущенных на государственном монетном дворе монет к фриденскрейцерам относят монетовидные жетоны городов Карлсруэ, Оффенбург и Бюль. Они хоть и не являлись законным платёжным средством, но полностью повторяли по своей форме фриденскрейцеры и указывали на большое празднование события в городе.